# Plan mensuel
Des plans de production, dans une compagnie pétrolière, sont établis afin de pouvoir utiliser les raffineries de manière optimale.

## Enjeux du plan de production
En effet, afin de toujours prévoir d'une part, l'approvisionnement en brut au meilleur prix d'un côté, et de l'autre estimer l'écoulement des produits raffinés, la compagnie, avec l'aide de programmes informatiques, peut faire des calculs de telle manière qu'il y ait le moins possible de déficits ou d'excédents en bruts ou en produits finis.

## Démarche d'utilisation
Pour ce faire, la compagnie conçoit et développe des programmes spécifiques basés sur l'optimisation linéaire. C'est une technique scientifique qui permet d'optimiser l'utilisation des raffineries, l'approvisionnement en bruts et la production des produits finis. Dans ces programmes on peut, soit maximiser le profit, soit minimiser le coût.
D'une manière générale, on établit des plans à cinq ans (plan quinquennal), des plans annuels, des plans trimestriels et des plans mensuels.
Dans le plan mensuel, toutes les données sont réactualisées 15 jours avant le calcul, aussi bien au point de vue approvisionnements qu'au point de vue débouchés. Une fois les résultats obtenus avec plan sont approuvés par les Responsables, on essaie de :
- approvisionner en quantité et en qualité les bruts définis par le plan,
- faire fonctionner les unités selon les indications du plan,
- fabriquer les produits selon le plan.